# Family Circle Cup 2013
Family Circle Cup 2013 byl tenisový turnaj ženského profesionálního okruhu WTA Tour, hraný v areálu Family Circle Tennis Center na otevřených dvorcích se zelenou antukou. Konal se mezi 1. až 7. dubnem 2013 v jihokarolínském Charlestonu jako 41. ročník turnaje.
Rozpočet turnaje činil 795 707 dolarů. V rámci WTA Tour se řadil do kategorie WTA Premier Tournaments. Představoval jedinou událost tenisové sezóny hranou na zelené antuce.

## Distribuce bodů a finančních odměn

### Distribuce bodů
| Soutěž      | Vítězové | F   | SF  | ČF  | 16 v kole | 32 v kole | 64 v kole | Q  | Q2 | Q1 |
| ----------- | -------- | --- | --- | --- | --------- | --------- | --------- | -- | -- | -- |
| dvouhra žen | 470      | 320 | 200 | 120 | 60        | 40        | 1         | 12 | 8  | 1  |
| čtyřhra žen | 470      | 320 | 200 | 120 | 1         |           |           |    |    |    |

### Finanční odměny
| Soutěž        | Vítězové | Finále  | Semifinále | Čtvrtfinále | 16 v kole | 32 v kole | 64 v kole | Q2     | Q1   |
| ------------- | -------- | ------- | ---------- | ----------- | --------- | --------- | --------- | ------ | ---- |
| dvouhra žen   | $125 000 | $65 000 | $32 825    | $16 990     | $8 645    | $4 480    | $2 275    | $1 300 | $700 |
| čtyřhra žen * | $40 000  | $21 137 | $10 830    | $5 420      | $2 810    |           |           |        |      |

* na pár

## Ženská dvouhra

### Nasazení
| Stát               | Hráčka                    | WTA1) | Nasazení |
| ------------------ | ------------------------- | ----- | -------- |
| Spojené státy      | Serena Williamsová        | 1.    | 1.       |
| Dánsko             | Caroline Wozniacká        | 9.    | 2.       |
| Austrálie          | Samantha Stosurová        | 10.   | 3.       |
| Spojené státy      | Sloane Stephensová        | 16.   | 4.       |
| Spojené státy      | Venus Williamsová         | 18.   | 5.       |
| Česko              | Lucie Šafářová            | 19.   | 6.       |
| Španělsko          | Carla Suárezová Navarrová | 21.   | 7.       |
| Německo            | Mona Barthelová           | 23.   | 8.       |
| Srbsko             | Jelena Jankovićová        | 24.   | 9.       |
| Německo            | Julia Görgesová           | 26.   | 10.      |
| Rumunsko           | Sorana Cîrsteaová         | 27.   | 11.      |
| Spojené státy      | Varvara Lepčenková        | 29.   | 12.      |
| Rakousko           | Tamira Paszeková          | 31.   | 13.      |
| Kazachstán         | Jaroslava Švedovová       | 35.   | 14.      |
| Německo            | Sabine Lisická            | 37.   | 15.      |
| Spojené království | Laura Robsonová           | 43.   | 16.      |

- 1) Žebříček WTA k 18. březnu 2013.[4]

### Jiné formy účasti
Následující hráčky obdržely divokou kartu do hlavní soutěže:
- Bethanie Matteková-Sandsová
- Andrea Petkovicová
- Taylor Townsendová
- Caroline Wozniacká

Následující hráčky postoupily z kvalifikace:
- Eugenie Bouchardová
- Mallory Burdetteová
- Nastassja Burnettová
- Caroline Garciaová
- Vania Kingová
- Grace Minová
- Jessica Pegulaová
- Teliana Pereirová

### Odhlášení
před zahájením turnaje
- Petra Cetkovská
- Sara Erraniová
- Polona Hercogová
- Lucie Hradecká
- Kaia Kanepiová
- Pauline Parmentierová
- Xenija Pervaková
- Jelena Vesninová
- Lourdes Domínguezová Linová
- Heather Watsonová

v průběhu turnaje
- Anabel Medinaová Garriguesová
- Andrea Petkovicová

### Skrečování
- Tamira Paszeková
- Samantha Stosurová

## Ženská čtyřhra

### Nasazení
| Stát          | Hráčka                  | Stát          | Hráčka              | WTA1 | Nasazení |
| ------------- | ----------------------- | ------------- | ------------------- | ---- | -------- |
| Česko         | Andrea Hlaváčková       | Spojené státy | Liezel Huberová     | 16.  | 1.       |
| Spojené státy | Raquel Kopsová-Jonesová | Spojené státy | Abigail Spearsová   | 29.  | 2.       |
| Spojené státy | Vania Kingová           | Spojené státy | Lisa Raymondová     | 41.  | 3.       |
| Německo       | Julia Görgesová         | Kazachstán    | Jaroslava Švedovová | 49.  | 4.       |

- 1 Žebříček WTA k 18. březnu 2013; číslo je součtem žebříčkového postavení obou členek páru.

### Jiné formy účasti
Následující páry obdržely divokou kartu do hlavní soutěže:
- Jaklin Alawiová /  Dominika Kaňáková
- Jelena Jankovićová /  Andrea Petkovicová

Následující pár nastoupil do hlavní soutěže z pozice náhradníků:
- Marina Erakovicová /  Jessica Pegulaová

### Odhlášení
před zahájením turnaje
- Anabel Medinaová Garriguesová

## Přehled finále

### Ženská dvouhra
- Serena Williamsová vs.  Jelena Jankovićová, 3–6, 6–0, 6–2

Serena Williamsová obhájila turnajové vítězství z předchozího ročníku a získala 49. singlový titul kariéry.

### Ženská čtyřhra
- Kristina Mladenovicová /  Lucie Šafářová vs.  Andrea Hlaváčková /  Liezel Huberová, 6–3, 7–6(8–6)

Lucie Šafářová obhájila turnajové vítězství z předchozího ročníku a získala druhý deblový titul kariéry.